# Viação Pluma Internacional
A Pluma Internacional, anteriormente conhecida como Pluma e cuja razão social é Pluma Conforto e Turismo S.A., foi uma empresa de transporte rodoviário de passageiros do Brasil, criada em 10 de fevereiro de 1966, em Curitiba, no Paraná.
A empresa originou-se da antiga Transportadora Galiotto, que por sua vez havia sido fundada em 1º de julho de 1954, na qual inicialmente trabalhava apenas transportando cargas. No ano de 1965, a Galiotto adquiriu a Empresa Boscatur, de Curitiba, em parceira com outra transportadora chamada Aurora. Com a aquisição, o grupo fundiu-se e transformou-se na Pluma Conforto e Turismo S.A, em fevereiro de 1966. No ano de 2002, a Pluma passou a ser controlada por outro grupo acionário e alterou seu nome para Pluma Internacional,  mudando sua logomarca.
Foi a primeira viação brasileira a realizar viagens internacionais, ligando Porto Alegre à cidade argentina de Buenos Aires, passando a oferecer posteriormente viagens para o Chile e Paraguai. A empresa operava principalmente nas Sul e Sudeste do país.
Em 2019 foi decretada sua falência, mas meses depois ocorreu uma reversão do processo, com uma parceria firmada com a empresa TransIsaak, terminada em agosto de 2024. As operações da Pluma foram totalmente encerradas e os administradores judiciais estão em esclarecimentos. A Pluma como uma grande história, foi uma importante operadora de ônibus no transporte rodoviário, mas apresentou dificuldades financeiras ao longo dos últimos anos.

## História

### Antecedentes
Em 1º de julho do ano de 1954 foi fundada na cidade de Caxias do Sul a Transportadora Galiotto, que iniciou suas atividades com nove caminhões das marcas GMC Marítimo e Aclo-matador. Aos poucos a pequena transportadora foi crescendo, à medida que conseguia aumentar sua frota, chegando no auge com cinquenta e dois veículos.
Na década de 60, mesmo com a dificuldade que o Brasil enfrentava com o início do regime militar, a Galiotto seguia firmemente com suas atividades. No ano de 1965, quando a ponte de Passo do Socorro no Rio Pelotas caiu, praticamente isolando o Estado do Rio Grande do Sul do resto do país, a transportadora idealizou uma solução inteligente para contornar o problema e passar as suas cargas para o outro lado instalando no rio uma mangueira de borracha, com 600 metros de comprimento, utilizada para bombear o vinho transportado por seus caminhões da margem gaúcha para a catarinense, e assim seguir para o mercado paulista e carioca; no sentido contrário, bombeava o álcool trazido pelos caminhões tanques de São Paulo para o Sul. A operação levava cerca de três horas e meia para cada caminhão. Com isso, a empresa ganhou destaque na imprensa local por realizar tal técnica, que foi batizada informalmente de "vinhoduto".

### Compra da Empresa Bocatur e criação da Pluma
Em novembro de 1965, a Galiotto se uniu com outra empresa transportadora chamada Aurora, para adquirir a Empresa Boscatur, de Curitiba. Em fevereiro do ano seguinte, as empresas se fundiram e criaram a Pluma Conforto e Turismo S.A, com sede na capital paranaense.

### Pluma (1966-diante)

Antiga logomarca utilizada pela Pluma até 2004.

A nova empresa começou com 170 funcionários e 34 ônibus que operavam em três linhas: Curitiba-Porto Alegre, Curitiba-São Paulo, e Curitiba-Santa Maria (esta última passando por Passo Fundo).
Em 1971, a Pluma adquiriu a Expresso Porto Alegre Brasília Ltda, iniciando um episódio inédito na história dos transportes no Brasil ao operar a primeira linha de ônibus internacional no país, ligando a cidade gaúcha de Porto Alegre à capital argentina Buenos Aires. Dois anos depois, a empresa prolongou essa mesma linha até o Rio de Janeiro, passando por São Paulo. Em 1974, a viação começou a operar mais três linhas: Foz do Iguaçu-São Paulo, São Paulo-Assunção (no Paraguai) e Foz do Iguaçu-Assunção. Com o tempo, essas mesmas linhas foram ampliadas, diversificando ainda mais o pacote de destinos da Pluma.
No ano de 1978, a empresa começou operar a linha Rio de Janeiro/Santiago (Chile), uma das maiores linhas de ônibus rodoviários da América Latina na época, somando mais de 4 100 quilômetros.
Apesar do constante crescimento, a Pluma sofreu um episódio negativo em 1986, quando a sede administrativa em Curitiba sofreu um gravíssimo incêndio, que ficou completamente destruída, afetando também boa parte do setor de manutenção. Após o sinistro, a empresa construiu arduamente sua nova sede, que por conta de diversas dificuldades só ficou pronta em fevereiro de 1990.
Em 2002, a viação foi redirecionada a um novo grupo acionário. Com isso, a Pluma mudou sua logomarca e passou a utilizar o nome Pluma Internacional, no ano de 2004. Hoje a empresa atende seis estados brasileiros e também o Chile, Argentina e Paraguai.

### Falência e vinda da Trans Isaak
Em 2015, a Pluma encontrava-se com saúde financeira instável e entrou com um pedido de recuperação judicial, sendo-lhe concedido em 2017. Contudo, a empresa não teria cumprido corretamente os processos da recuperação e estava ainda sob suspeita de cometer irregularidades. Por esse motivo, em 27 de março de 2019, a juíza Mariana Gluszcynski Fowler Gusso, da 1ª Vara de Falências e Recuperações Judiciais do Tribunal de Justiça do Paraná decretou a falência da empresa. A decisão também determinou o fechamento da sede da viação e o encerramento imediato das atividades da Pluma. No momento de seu fechamento, a empresa operava vinte e sete linhas, boa parte com veículos alugados de outras empresas, uma vez que a frota própria estava em condições inviáveis de rodagem. Em 2015, a Pluma havia transferido mais de vinte linhas para outras empresas concorrentes devido à sua crise.
Contudo, graças a um recurso feito pela própria viação, a juíza Luciane Bortoleto da 18ª Câmara Cível do Tribunal de Justiça do Paraná suspendeu a falência da companhia no dia 2 de abril de 2019. Em sua defesa, a Pluma argumentou que possui condições de cumprir o plano de recuperação judicial e que possuia viabilidade econômica para realizar suas atividades.
Desde março de 2019, a Pluma opera suas linhas remanescentes em conjunto com a empresa Trans Isaak.